# Пилотируемый облёт Венеры
Пилотируемый облёт Венеры рассматривался НАСА в середине 1960-х годов как один из вариантов развития лунной программы «Аполлон» (англ. Apollo Applications Program, АПП) с использованием оборудования, изготовленного, но неиспользованного в рамках основной программы. 
Запуск должен был состояться 31 октября 1973 года, облёт Венеры — 3 марта 1974, возвращение на Землю — 1 декабря 1974.

## Основы
В предполагаемой экспедиции применялась ракета «Сатурн-5» для запуска корабля с экипажем из трёх человек в полёт вокруг Солнца с облётом Венеры продолжительностью около года. Последняя ступень ракеты S-IVB, после незначительной модификации внутреннего устройства, сначала использовалась для вывода на орбиту и для старта с околоземной орбиты на траекторию облёта Венеры, а затем, после слива остатков топлива и заполнения баков воздухом, в качестве большого жилого отсека — схема «wet workshop». Аналогичная схема закладывалась при проектировании орбитальной станции «Скайлэб», которая должна была изначально запускаться как верхняя ступень РН Saturn IB, но в итоге полетела «мёртвым грузом» в готовом виде на более мощной Saturn V. 
Двигатель командно-служебного модуля «Аполлона» использовался для коррекции траектории полёта к Венере и обратно, а также для торможения перед входом корабля в атмосферу Земли. Чтобы освободить место в служебном отсеке для туннеля, соединяющего командный отсек с S-IVB, двигатель SPS был заменён на два двигателя от лунного модуля. Они давали аналогичную тягу с более короткими соплами, а также позволяли сделать полёт более безопасным за счёт дублирования двигателей.
Для экспериментальной отработки облёта Венеры планировался околоземный орбитальный полёт с отсеком на базе S-IVB и стыковочным узлом, а также годичный полёт с S-IVB вокруг Земли на почти геостационарной орбите.
Необычной особенностью старта к Венере, в отличие от полёта к Луне, было то, что перестановка с переворотом командно-служебного модуля со ступенью S-IVB проводилась до её второго включения, и перегрузки выталкивали астронавтов из кресел, а не прижимали к ним. Это было необходимо, потому что имелось только небольшое «окно» для отмены запуска и возвращения командно-служебного модуля на Землю в случае проблем с S-IVB, и все системы корабля должны были быть работоспособными и проверяться перед сходом с околоземной орбиты для старта к Венере.

## Научные цели
Задачами полёта были измерения и оценка:
- Плотности, температуры и давления атмосферы Венеры в зависимости от широты, долготы и времени;
- Поверхности планеты и её свойств;
- Химического состава нижней атмосферы и поверхности;
- Ионосферных данных, таких как радиоотражение, электронная плотность и свойства облачных слоёв;
- В оптической астрономии — ультрафиолетового и инфракрасного излучения вне атмосферы Земли для изучения пространственного распределения водорода;
- В солнечной астрономии — измерения солнечного спектра в ультрафиолетовой, рентгеновской и, возможно, инфракрасной областях, а также мониторинг событий на Солнце;
- В радиоастрономии и радиолокационной астрономии — составление карты радиояркости неба и исследования солнечного, звёздного и планетарного радиоизлучения; радиолокация поверхности Венеры и Меркурия;
- В рентгеновской астрономии — выявление и идентификация новых рентгеновских источников в Галактике и получение дополнительной информации о ранее выявленных источниках;
- Межпланетной среды в области между Землёй и Венерой, включая корпускулярное излучение, магнитные поля и метеороиды;
- Данных по планете Меркурий, которая была бы в близком противостоянии с Венерой приблизительно через две недели после её облёта.

## Схема полёта

### Фаза A
Фаза A предполагала запуск S-IVB и стандартного блока II командно-служебного модуля на орбиту ракетой «Сатурн-5». Экипаж находился отдельно в служебном модуле. При желании он мог использовать двигатель S-IVB для вывода на высокую орбиту перед его вентиляцией от остатков топлива и проведения в топливных резервуарах S-IVB экспериментов в течение нескольких недель. После оценки использования S-IVB в качестве долгосрочного обитаемого отсека для астронавтов, экипаж в командно-служебном модуле отделялся от S-IVB и возвращался на Землю.

### Фаза B
Фаза B включала испытания космического корабля для облёта Венеры в длительном полёте на высокой околоземной орбите. «Сатурн-5» запускал блок III командно-служебного модуля, оборудованный для длительного космического полёта, и модифицированную S-IVB с модулем жизнеобеспечения, необходимым для реального облёта Венеры, и после перестыковки отсеков двигатель S-IVB выводил аппарат на круговую орбиту вокруг Земли высотой около 25 000 миль (40 233 км). Эта орбита достаточно далека от радиационных поясов Земли, что имитирует условия полёта на Венеру, но достаточно близка к Земле, чтобы в экстренной ситуации астронавты могли в течение нескольких часов вернуться на Землю.
Электроснабжение осуществлялась бы солнечными батареями, как на «Скайлэб», так как топливные элементы, применявшиеся в лунных полётах, израсходовали бы за год слишком много топлива.

### Фаза C
Фаза C стала бы реализацией пилотируемого полёта к Венере, с использованием блока IV командно-служебного модуля и обновлённого варианта S-IVB, который нёс большую радиоантенну для связи с Землёй и два или более небольших зонда, которые были бы отделены незадолго перед облётом для входа в атмосферу Венеры. Блок IV имел пару коротких двигателей лунного модуля вместо штатного двигателя командно-служебного модуля, солнечные батареи вместо топливных элементов и другие модификации для поддержки длительной связи с Землёй и гашения более высокой скорости входа в атмосферу Земли по сравнению с возвращением из лунной экспедиции.
Выполнение фазы C планировалось начать в конце октября или начале ноября 1973 года, когда скорость, необходимая для достижения Венеры, и продолжительность полёта были бы наименьшими. После кратковременного пребывания на орбите Земли для проверки систем корабль отправлялся к Венере. В случае возникновения больших проблем во время старта с околоземной орбиты экипаж имел около часа для отделения командно-служебного модуля от S-IVB и использования его двигателей для торможения. Это переводило корабль с траектории полёта к Венере на высокую эллиптическую орбиту, откуда он вернулся бы на Землю двумя-тремя днями позже.
В случае безотказной работы S-IVB, космический корабль прошёл бы приблизительно в 3000 миль (4800 км) от поверхности Венеры через четыре месяца после старта. Пролёт происходил бы с такой большой скоростью, что экипаж имел бы только несколько часов для детального изучения планеты. В это время один или несколько автоматических зондов отделились бы от корабля и совершили посадку на Венере.
В остальное время экспедиции экипаж выполнял бы астрономические наблюдения Солнца, неба и Меркурия, к которому корабль подошёл бы на расстояние 0,3 а. е..